# Gartenrestaurant
Gartenrestaurant ist der Titel eines Gemäldes von August Macke aus dem Jahr 1912. Angeregt zu diesem Bild wurde der Maler von Édouard Manet, dessen Werke Macke in Paris sah. Das Gartenrestaurant befindet sich als Bestandteil der Sammlung Hermann Rupf seit 1962 im Kunstmuseum Bern.

## Beschreibung und Hintergrund
Das Bild hat die Maße 81 × 105 cm und ist in der Technik Ölmalerei auf Leinwand ausgeführt. Zu sehen ist eine Gruppe gut gekleideter Gäste in einem sommerlichen Gartenrestaurant, teilweise im Schatten unter Bäumen. Im Vordergrund liest ein Mann Zeitung, am rechten Bildrand befinden sich zwei Männer, von denen einer steht und der andere sitzt. Im sonnigen Licht des Hintergrundes sitzen hell gekleidete Frauen an einem Tisch. Im Hintergrund links befindet sich ein rundes Gebäude, aus dessen Tür eine Person tritt. Am linken Rand wartet ein Kellner auf Bestellungen, im Vordergrund links sitzt ein brauner Hund mit Schlappohren. Im Zentrum des Bildes, wie die Frauenrunde rechts ebenfalls im Sonnenlicht, unterhalten sich zwei Männer mit einer Frau in weißer Bluse.
Mackes leuchtende Farbigkeit zeigt sich besonders an den Bildrändern, die der Szene eine farbige Umrahmung verleiht. Vorherrschend ist der komplementäre Kontrast zwischen Rot und Grün, wobei sich das Grün in kleinen Flecken am Bildrand konzentriert, das Rot aber großflächig erscheint. Das Gelb ist in kleinen Flecken über das ganze Bild verteilt. Die Gesichter der skizzenhaften Personen sind nur angedeutet.
Zu diesem Bild gibt es eine unvollendete Vorstudie (Wirtshausgarten, Paris 1907, im Werkskatalog von Gustav Vriesen die Nr. 27) als Bleistift- und Ölskizze auf Papier. Deren Zeichnung ist näher an der Natur, als das Gemälde von 1912. Inspiriert wurde Macke von dem Bild Musik im Tuileriengarten, das Édouard Manet 1860 geschaffen hatte. Macke sah das Werk auf seiner ersten Parisreise 1907 in der Galerie Paul Durand-Ruel. Die Komposition ist ähnlich, die Pose der Figuren, die leeren Stühle im Vordergrund und ein Baum, der sich bei Manet nach links neigt, bei Macke aber nach rechts. Für sein Gemälde übernahm er die Figuren und die Gesamtanlage der Komposition.
Er hatte sich 1912 schon lange vom Impressionismus abgewandt, aber auch ein weiterer Künstler ist im Gartenrestaurant präsent. Der Zeitungsleser im Vordergrund rechts wurde von Edgar Degas angeregt. Sein Bild Das Baumwollkontor in New Orleans zeigt einen ähnlichen Zeitungsleser. Macke kompilierte in seinen Bildern oft Motive aus anderen Werken und Zusammenhängen, es war für ihn ein gebräuchliches Kompositionsprinzip.
Dieses Bild ist stilistisch mit Arbeiten verwandt, die in Aquarelltechnik ausgeführt sind und Eindrücke von einem Besuch im Kölner Zoo und seines Restaurants darstellen. Das Aquarell Kaffeehaus-Terrasse (im Katalog von Gustav Vriesen Nr. A143) zeigt eine ganz ähnliche Ansicht. Der Kunsthistoriker Gustav Vriesen ordnet das Bild stilistisch Mackes Gemälde Zoologischer Garten I zu und schreibt: „Im Unterschied zum Zoo ist hier auf die Konturierung verzichtet; die Figuren sind körperlich-plastischer.“

## Provenienz
1913/1914 im Besitz von Herwarth Walden, Berlin, als Geschenk von August Macke; 1926 Emma Gottschalk, Düsseldorf; 1927 Suermondt-Museum Aachen; 1936 beschlagnahmt als „entartete Kunst“; 1939 Galerie Fischer, Luzern; bei der Versteigerung vom 30. Juni 1939 in Luzern erwarb Hermann Rupf das Gemälde. Es ist eines der wichtigsten Werke der Stiftung Hermann und Margrit Rupf im Berner Kunstmuseum.

## Ausstellungen (Auswahl)
- 10. Juli bis 10. August 1913: Rheinische Expressionisten, bei Walter Cohen in Bonn (Weitere Werke von Macke in der Ausstellung: Vier Mädchen, Badende Mädchen, Kinder am Wasser und Akte).[9]
- 30. Mai bis 29. Juni 1939: Gemälde und Plastiken moderner Meister aus deutschen Museen, im „Grand Hôtel National“ in Luzern, mit anschließender Auktion am 30. Juni 1939.[7]
- August Macke Gemälde Aquarelle Zeichnungen: 7. Dezember 1986 bis 8. Februar 1987 im Westfälischen Landesmuseum für Kunst und Kulturgeschichte Münster, 10. März bis 10. Mai 1987 im Städtischen Kunstmuseum Bonn und vom 27. Mai bis 26. Juli 1987 in der Städtischen Galerie im Lenbachhaus München
- 7. April 2016 bis 21. August 2016: Moderne Meister. „Entartete“ Kunst im Kunstmuseum Bern.

## Rezeption
- Zur Ausstellung Rheinische Expressionisten im Juli und August 1913 erschien im Bonner Generalanzeiger vom 11. Juli 1913 eine Ausstellungskritik, in der es heißt: „August Macke (Bonn) ist weiter fortgeschritten. Seine ‚Gartenwirtschaft‘ gehört, besonders in malerischer Beziehung, zum Besten.“[10]
- Das Gemälde wurde als Umschlagbild für den Roman Die kleine Stadt von Heinrich Mann ausgewählt, in der Ausgabe von 1986 im Fischer Taschenbuch Verlag (ISBN 3-5962-5921-5).